# Лещинка (Киевская область)
Лещи́нка (укр. Ліщинка) — село, входит в Кагарлыкский район Киевской области Украины.
Население по переписи 2001 года составляло 324 человека. Почтовый индекс — 09260. Телефонный код — 4573. Занимает площадь 2,648 км². Код КОАТУУ — 3222285201.

## Местный совет
09260, Київська обл., Кагарлицький р-н, с.Ліщинка, вул.Леніна,9